# Ed Klimkowski
Edward Klimkowski ist ein ehemaliger US-amerikanischer Basketballspieler und -trainer.

## Werdegang
Der 1,88 Meter große Klimkowski spielte in seinem Heimatland an der New Yorker Power Memorial Academy an der Seite von Lew Alcindor (später Kareem Abdul-Jabbar). Später war er Student und Basketballspieler an der St. Bonaventure University sowie von 1970 bis 1972 an der Long Island University C. W. Post Campus.
1972 wurde Klimkowski Spielertrainer des schwedischen Vereins Solna IF und gewann mit der Mannschaft in der Saison 1972/73 den Meistertitel. In der Saison 1973/74 wurde er mit Solna schwedischer Vizemeister, in der ersten Runde des Europapokals der Landesmeister bezwang er mit seiner Mannschaft im Herbst 1973 den englischen Vertreter Epping Avenue BC Leyton. In Hin- und Rückspiel erzielte Klimkowski jeweils 30 Punkte. Im Achtelfinale schied man gegen KK Radnički Belgrad aus Jugoslawien aus. 1974 wurde er hauptamtlicher Trainer Solnas, erneut wurde er mit der Mannschaft Vizemeister. 1975/76 erreichte er mit der Mannschaft in der schwedischen Meisterschaft das Halbfinale, nach dem siebten Platz 1976/77 kam es zur Trennung.
1977 wechselte Klimkowski als Trainer zu Fribourg Olympic in die Schweiz. In der Saison 1977/78 führte er die Mannschaft zum Gewinn der Schweizer Meisterschaft sowie des Pokalwettbewerbs. 1979 errang er mit den Üechtländern wiederum die Schweizer Meisterschaft, 1980 wurde der US-Amerikaner vom italienischen Erstligisten Rieti verpflichtet. Er betreute die Mannschaft auch im Europapokalwettbewerb Korać-Cup. Nach einjähriger Amtszeit kam es zwischen Klimkowski und Rieti zur Trennung. Er ging in sein Heimatland zurück.